# Globularia arabica
Globularia arabica là một loài thực vật có hoa trong họ Mã đề. Loài này được Jaub. & Spach mô tả khoa học đầu tiên năm 1848.